# Stockholm-Barkarby flygplats
Stockholm-Barkarby flygplats (IATA: -, ICAO: ESKB), (även kallat Hägerstalunds flygfält) var en svensk militär flygplats och senare regional flygplats belägen i Barkarby, Järfälla kommun, cirka 3 km sydost om Jakobsberg och cirka 15 km från Stockholm. Flygverksamhet pågick åren 1913–2010, då flygplatsen stängdes den 1 juni 2010. Sedermera har på platsen byggts en ny stadsdel Barkarbystaden.

## Historia
Flygfältet togs i bruk 1913 och kom att bli en av Sveriges äldsta flygplatser. Under perioden 1915–1916 användes fältet för övningsflygningar runt Stockholm. Namnet var då Hägerstalunds flygfält eller Barkarby flygstation. I januari 1917 beställde försvaret fyra Fokker D.IV flygplan som skulle användas för jaktförsvar över Stockholm. Efter leveransen till Barkarby ställdes dock flygplanen i mobiliseringsförråd och skrotades efter några år efter att knappt ha använts. År 1919 startade reservofficeren Per Oscar Herrström firman P O flygkompani, som bedrev civil passagerarflygning och flygskola med två Avro 504K och en De Havilland DH 6 Dove. När utrikesflygningarna hade kommit igång 1919 med flygningar till Helsingfors och Berlin, skedde det från Barkarby. Fram till 1936, då Bromma flygplats invigdes, var Barkarby tillsammans med Bulltofta de enda svenska flygplatser som hade reguljära utrikesförbindelser.
Den 4 september 1923 landade fransmannen J Dagnaux efter att ha flugit från Paris till Barkarby på tolv timmar. År 1926 flyttade försvaret in på Barkarby med Stabens flygavdelning och utförde testflygningar av nya flygplanstyper. Bland annat testades Svenska Aero Jaktfalken av Nils Söderberg. ABA startade försök med postflygningar till London och Amsterdam den 18 juni 1928 med en Junkers F 13. Flygplanet hade försetts med en brevlåda där allmänheten kunde lägga i sin post. Flygningen till London tog 19 timmar. Pilot vid första flygningen var Bernhard Liljeberg. Vid Charles Lindberghs Sverigebesök 1933 fick han tillfälle att flyga en av Flygvapnets Sk 10 på Barkarby.
Flygfältets långa historia kan delas in i tre huvudepoker, en som pionjärflygplats för såväl experimentell flygning och tidigt trafikflyg som militärt flyg, en epok som ren flygflottilj och slutligen en epok då det varit upplåtet för allmänflyget.

### Pionjärtiden 1913–1936

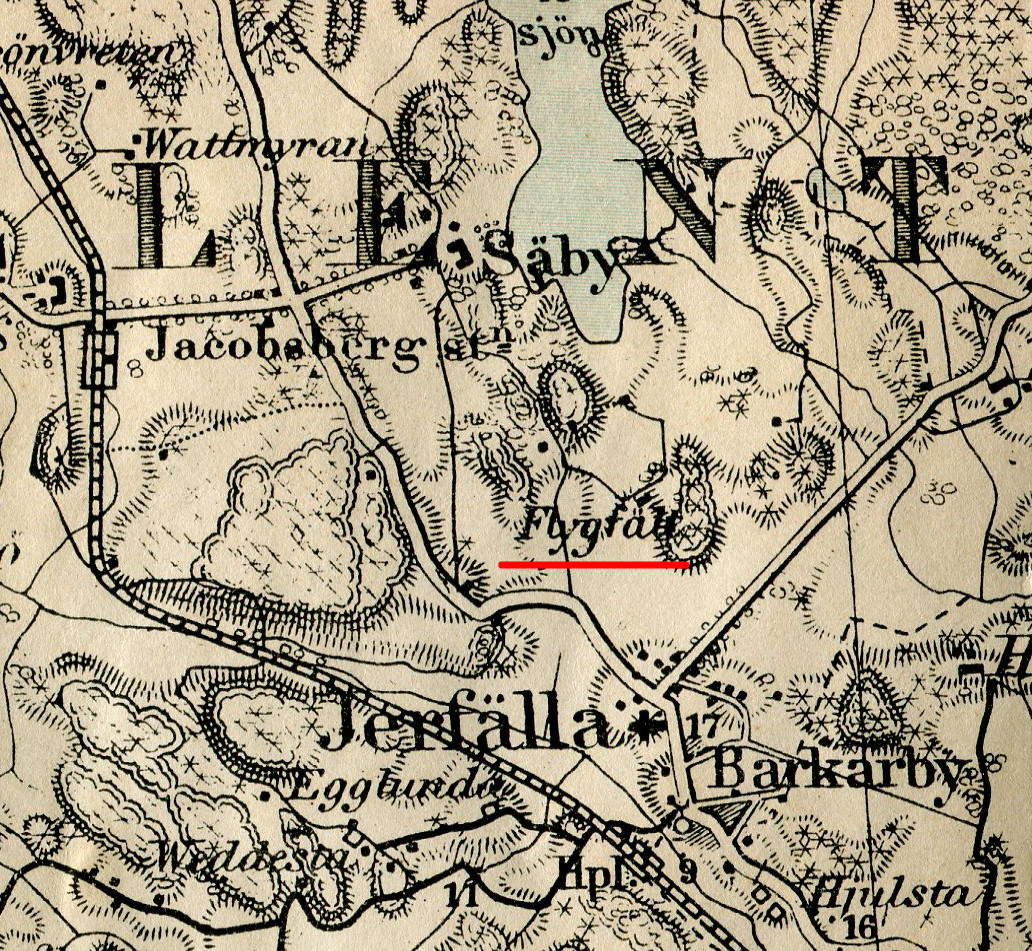
Flygfältet, karta från 1913.

Fältet vid Barkarby omnämns första gången 1913 som en övningsplats för Arméns flygkår. Under första världskriget blev intresset för flyg allt större och under perioden 1915-16 användes fältet för tidiga övnings- och experimentalflygningar. I januari 1917 beställde försvaret fyra Fokker D.IV flygplan som skulle användas för jaktförsvar över Stockholm. Men behovet försvann när kriget var slut och efter leveransen till Barkarby ställdes flygplanen i mobiliseringsförråd. Flygplanen skrotades några år senare efter att knappt ha blivit använda.
År 1919 startade reservofficeren Per Oscar Herrström firman P O Flygkompani, som bedrev civil passagerarflygning och flygskola med två Avro 504K  och en de Havilland DH 6. När utrikesflygningarna hade kommit igång 1919 med flygningar till Helsingfors och Berlin skedde det från Barkarby. I början av 1920-talet flyttades den begränsade landbaserade civila flygverksamheten som dittills förekommit på Ladugårdsgärde till Barkarby. Den 4 september 1923 landade fransmannen J Dagnaux efter att ha flugit från Paris till Barkarby på tolv timmar.
ABA startade försök med postflygningar till London och Amsterdam den 18 juni 1928 med en Junkers F 13. Flygplanet hade försetts med en brevlåda där allmänheten kunde lägga i sin post. Flygningen till London tog 19 timmar. Pilot vid första flygningen var Bernhard Liljeberg. Fram till Bromma Flygplats invigdes var Barkarby och Bulltofta i Malmö de enda svenska flygplatserna med reguljära utrikesförbindelser. Vid invigningen av Bromma 1936 flyttades allt trafikflyg som varit på Barkarby dit. Barkarby stängdes för civil användning.
Redan 1926 flyttade försvaret åter in på Barkarby med Stabens flygavdelning samt utförde testflygningar av nya flygplanstyper. Bland annat testades Svenska Aero Jaktfalken av Nils Söderberg. Vid Charles Lindberghs Sverigebesök 1933 fick han tillfälle att flyga en av Flygvapnets Sk 10 på Barkarby.

### Flottiljflygplatsen 1936–1974
Barkarby flygplats anlades 1936 på platsen där Håga byplats från 1500-talet tidigare låg. Håga var ursprungligen en by på fyra frälsegårdar i nuvarande Barkarby i Järfälla socken. På byns gamla plats, som låg cirka 600 meter sydväst om Hägerstalunds gård, en tidigare frälsegård i Hansta i Spånga socken, fanns då inga byggnader från Håga by kvar. Håga by låg ungefär lika långt nordnordost om den punkt, där Norrviksvägen skär Säbyån. Start- och landningsbanan förlängdes nästan tjugo år senare, 1954 och den stora betongbelagda banan drogs rakt över delar av Håga gamla byplats. Redan 1954 utplånades således det mesta av de då kvarvarande lämningarna av Håga by.
Vid försvarsbeslutet 1936 togs beslutet att sätta upp flera nya flygflottiljer. Flygfältet vid Barkarby var en given kandidat med sin redan militära användning och genom trafikflygets flytt till Bromma frigjorda kapacitet. Beslut togs om en jaktflottilj för försvaret av luftrummet över Stockholm. Byggnader för flottiljen uppfördes under 1937 och Svea flygflottilj (F 8) detachementet på Västmanlands flygflottilj (F 1) flyttade över till fältet 1 oktober 1938. Åren 1938–1962 var flottiljens namn Svea flygflottilj och från 1962 till och med nedläggningen av den militära verksamheten 1974 Svea flygkår.
Stabens flygavdelning var då den fanns som separat enhet förlagd vid fjärde kompaniet. Då de flesta piloterna som flög på stabens flygavdelning var äldre officerare och de enda som använde gräsbanan som då fanns framför hangaren, blev detta stråk ofta kallat "Gubbängen" av flottiljens övriga piloter. Efter flottiljens nedläggning använde Rikspolisstyrelsen (RPS), fjärde kompaniets hangar i flera år för sina helikoptrar. Helt militär var dock inte verksamheten ens under denna epok.
Inför 1968 års försvarsbeslutet föreslog regeringen att två flygflottiljer och en flygkår skulle avvecklas, Roslagens flygkår (F 2), Göta flygflottilj (F 9) och Södertörns flygflottilj (F 18). Dock så ville regeringen invänta Försvarets fredsorganisationsutredning (FFU) utredning, gällande organisationen av Flygvapnets förband inom Stockholmsområdet, innan ett beslut om en avveckling av flottiljadministrationen i Tullinge. Dock så föreslog regeringen att flottiljens flygande divisioner och baskompanier skulle avvecklas. År 1970 föreslog regeringen, efter förslag från Försvarets fredsorganisationsutredning, att de tre flygförbanden Roslagens flygkår (F 2) i Hägernäs, Svea flygkår (F 8) i Barkarby och Södertörns flygflottilj (F 18) i Tullinge skulle avvecklas. De ingående truppslagsskolorna vid Roslagens flygkår och Svea flygkår föreslogs inordnas i det föreslagna nya skolförbandet Flygvapnets Södertörnsskolor (F 18) i Tullinge. Det nya förbandet skulle i huvudsak utbilda flygvapnets markpersonal i stridslednings- och luftbevakningstjänst. År 1974 bildades Flygvapnets Södertörnsskolor och denna omorganisation blev starten för Flygvapnets Stockholmskarusell, där både personal och skolenheter från både Hägernäs och Barkarby flyttades till Tullinge, medan flygförare i Tullinge i viss mån omplacerades till andra jaktflottiljer. Även om flygverksamheten reducerades avsevärt i Barkarby, så valde Flygvapnet att behålla Barkarby som krigsflygbas fram till 1994.
| Förbandskod | Förbandsnamn             | Aktivt    | Kommentar                                                                                   |
| ----------- | ------------------------ | --------- | ------------------------------------------------------------------------------------------- |
| F 8         | Svea flygflottilj        | 1938–1962 | Omorganiserades till flygkår i samband med försvarsbeslutet 1958                            |
| F 8         | Svea flygkår             | 1962–1974 | Avvecklades i samband med försvarsbeslutet 1972                                             |
| AingKadS    | Arméingenjörkadettskolan | 1979–1983 | Omlokaliserades 1979 från Rissne, Sundbyberg. Uppgick 1983 i ATS                            |
| ATS         | Arméns tekniska skola    | 1979–1984 | Omlokaliserades 1979 från Rissne, Sundbyberg Omlokaliserades 1984 till Östersunds garnison. |

### Allmänflygplatsen 1974–2010

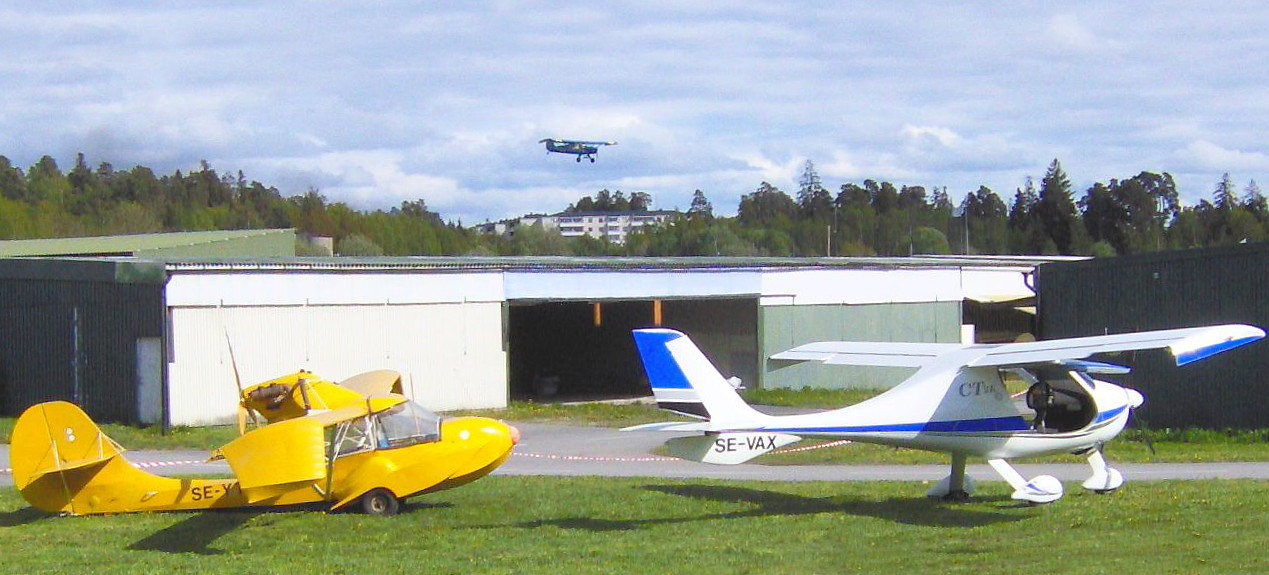
Barkarby flygklubb, hangar och flygplan, 2006

Vid nedläggningen av flottiljen 1974 öppnades flygplatsen helt för civilt flyg, men var fortfarande militärt område. EAA Chapter 222 Sweden, Experimental Aircraft Association genomförde årligen första helgen i juni ett Fly-In med historiska och experimentklassade flygfarkoster.
Under flygklubbens senare skede kom marken för flygplatsen att ägas av Järfälla kommun. Den 10 april 2007 beslutades på kommunstyrelsens möte att arrendet för flygklubben skulle sägas upp och att 31 december 2008 skulle bli sista flygdatum på fältet. Motstridiga åsikter om den juridiska riktigheten av uppsägningen ledde dock till en juridisk strid som vanns av kommunen 2009. I början av 2010 infördes kraftiga begränsningar, vilket gjorde att privatflygplan på besök i Stockholm inte längre kunde landa på Barkarby. Från och med den 1 juni 2010 är flygplatsen stängd även för flygplan tidigare stationerade på Barkarby.
Flygverksamhet i en annan form lever dock kvar på platsen. Sedan 1999 har Fenix Skärmflygklubb haft Barkarby flygfältet som sin bas, och skärmflygningen fortsätter att utvecklas på Barkarbyfältet i samråd med Järfälla kommun och Stockholms stad.

## Haverier och händelser
Den 11 oktober 1949 hamnade piloten Claes Barre i en okontrollerad spinn med en Bücker Bü 181 Bestmann, Sk 25, över Barkarby, varvid han och meteorologen Curry Melin räddade sig med fallskärm. År 1956 landade en Lockheed Constellation från Air France på flygfältet. De förvånade piloterna trodde först att de var på Bromma.

## Avveckling
Flygverksamhet pågick mellan åren 1913 och juni 2010. Vid nedläggningen som flottilj 1974 öppnades flygplatsen helt för civilt flyg, men var fortfarande militärt område. Flygplatsen arrenderades av Barkarby Flygklubb och benämndes Stockholm-Barkarby flygplats. Idag ägs marken av Järfälla kommun som startat bygget av Barkarbystaden vid flygplatsens västra ände.

## Galleri

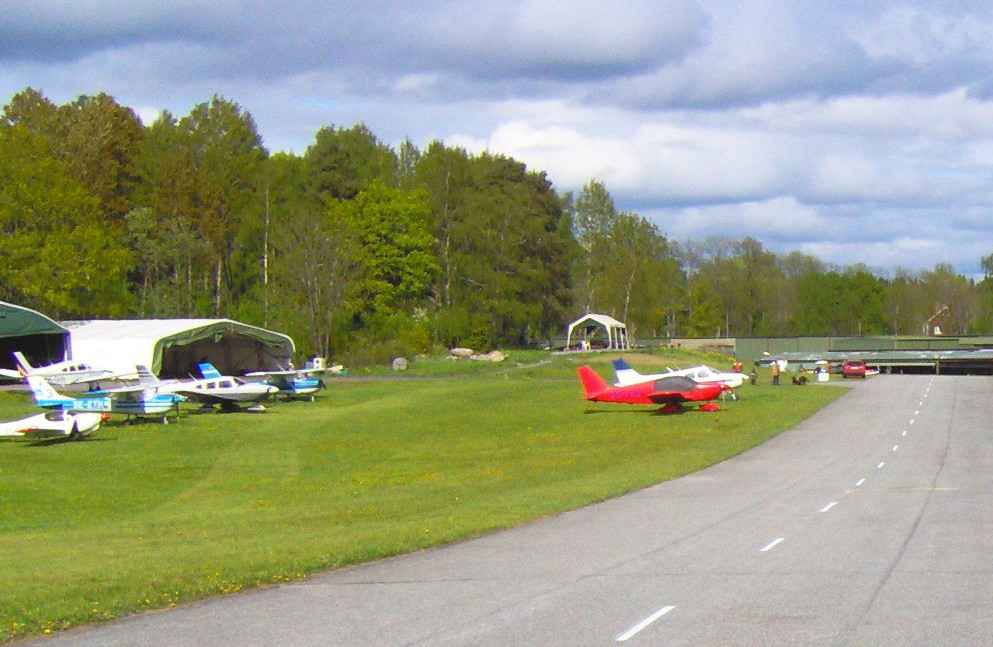
Barkarby flygklubb, taxibanan, maj 2006
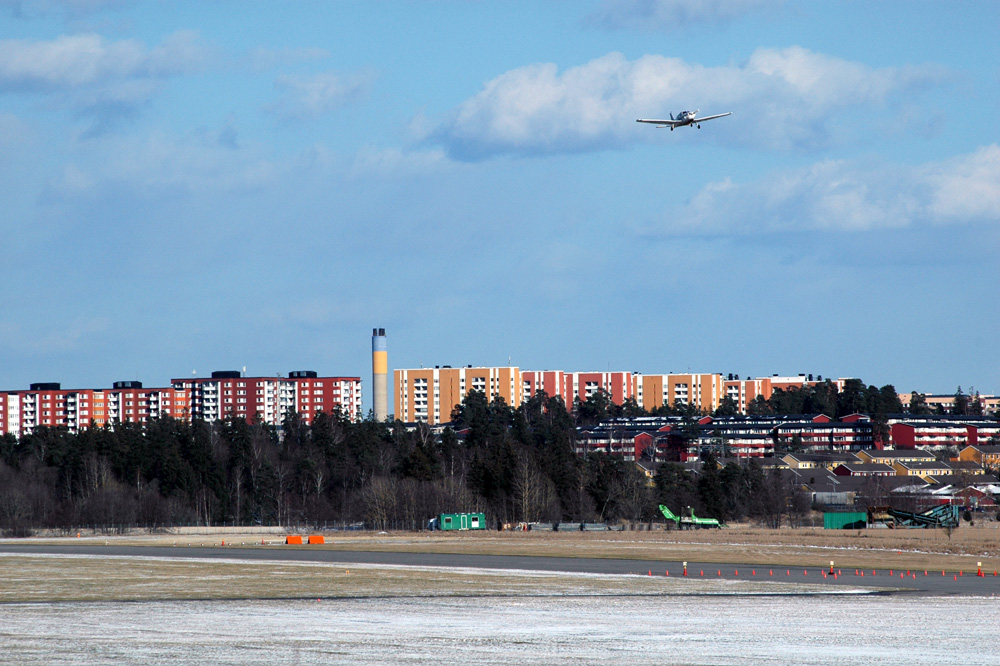
Barkarby flygplats våren 2008, Akalla i bakgrunden
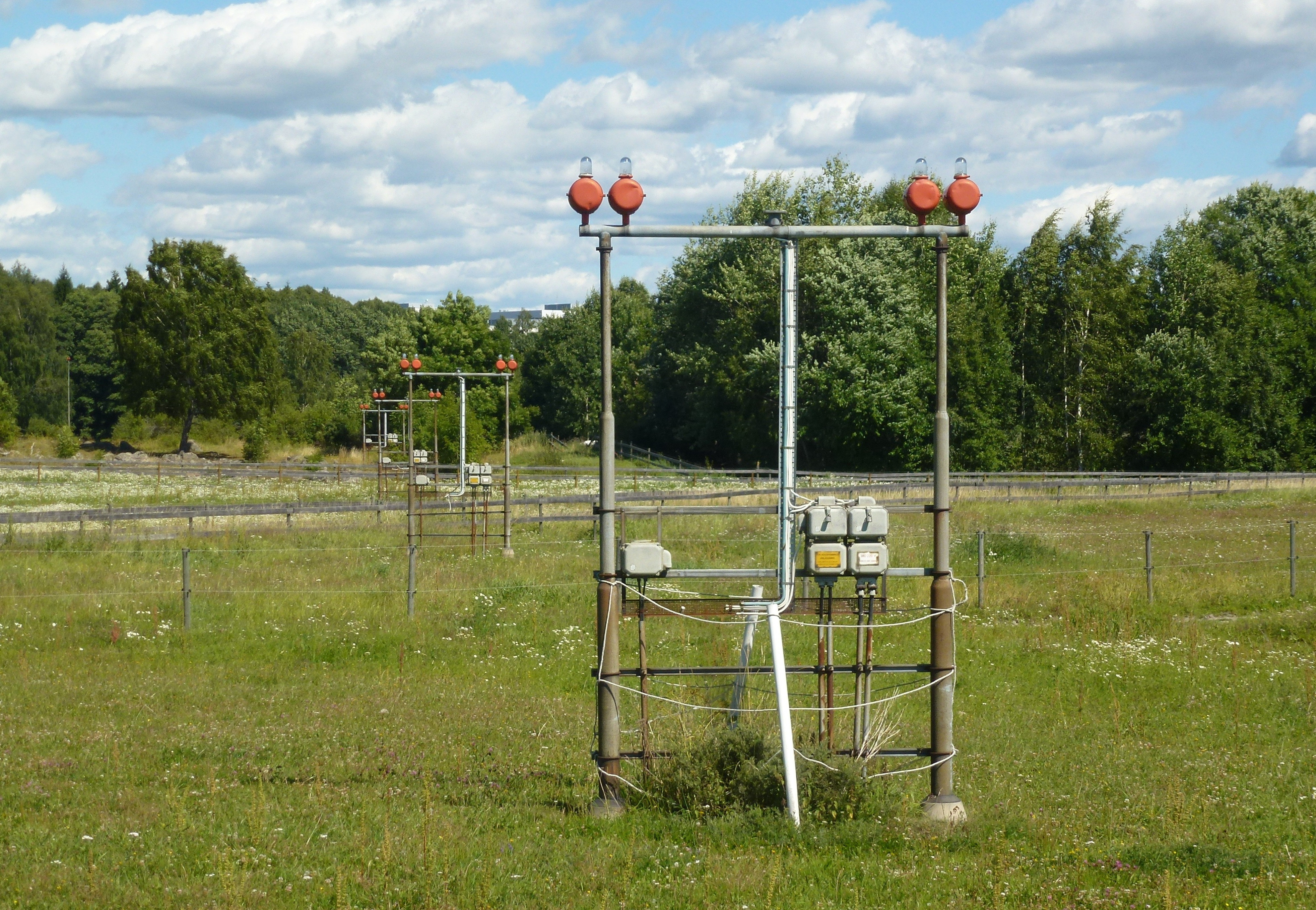
Flygplatsens inflygningsbelysning, juli 2013
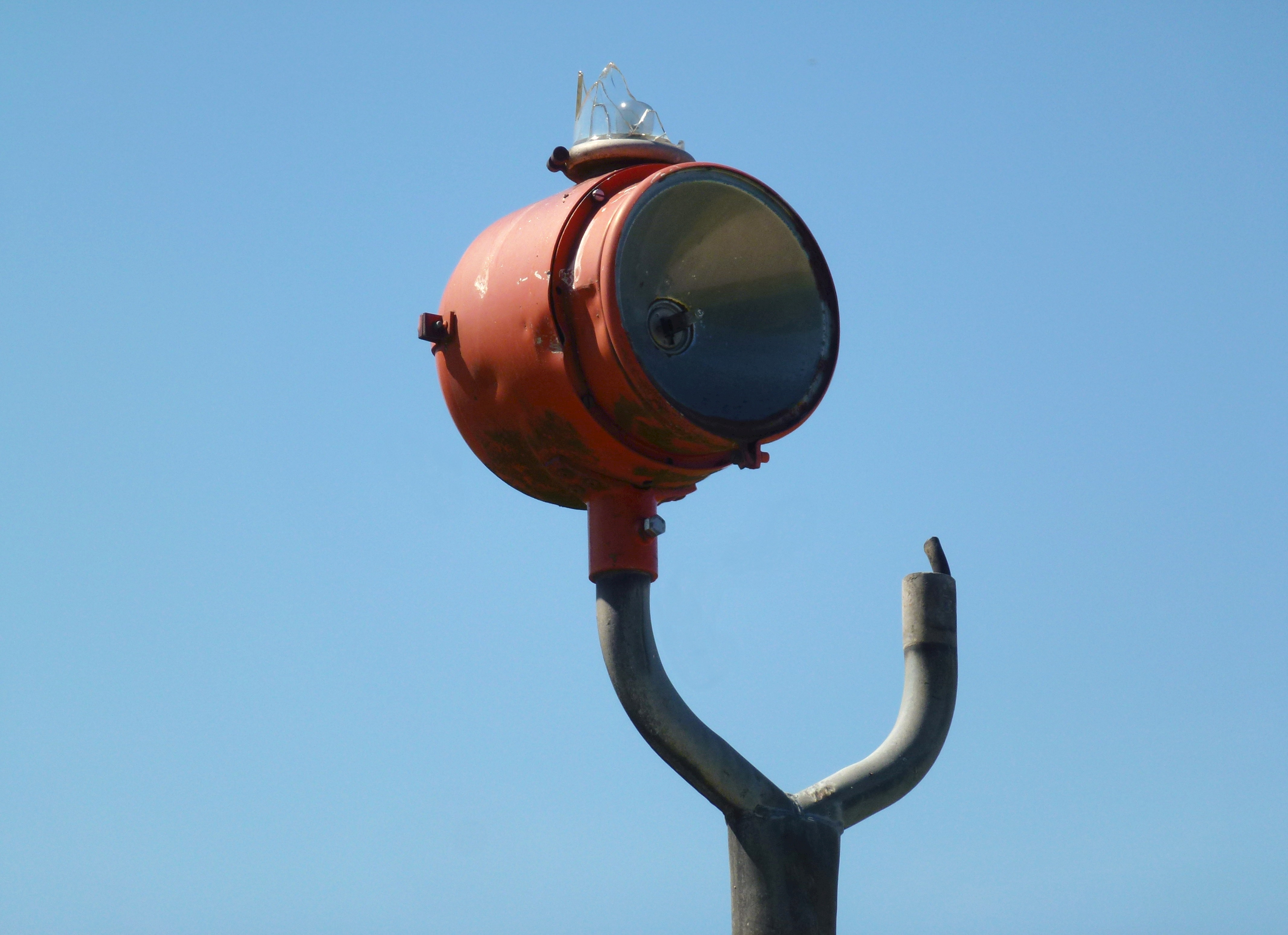
Flygplatsens inflygningsbelysning, juli 2013
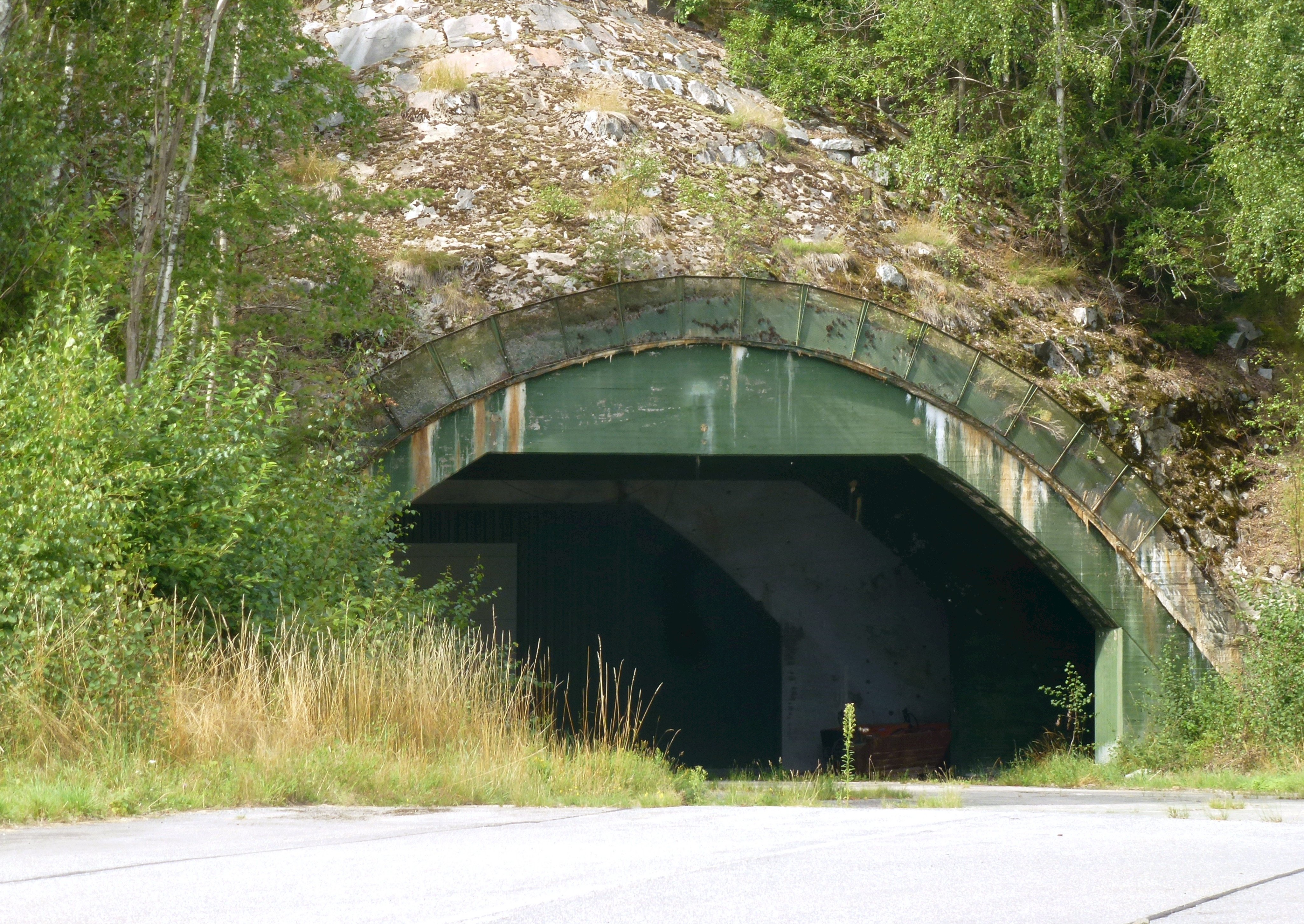
Ingången till berghangaren, augusti 2013
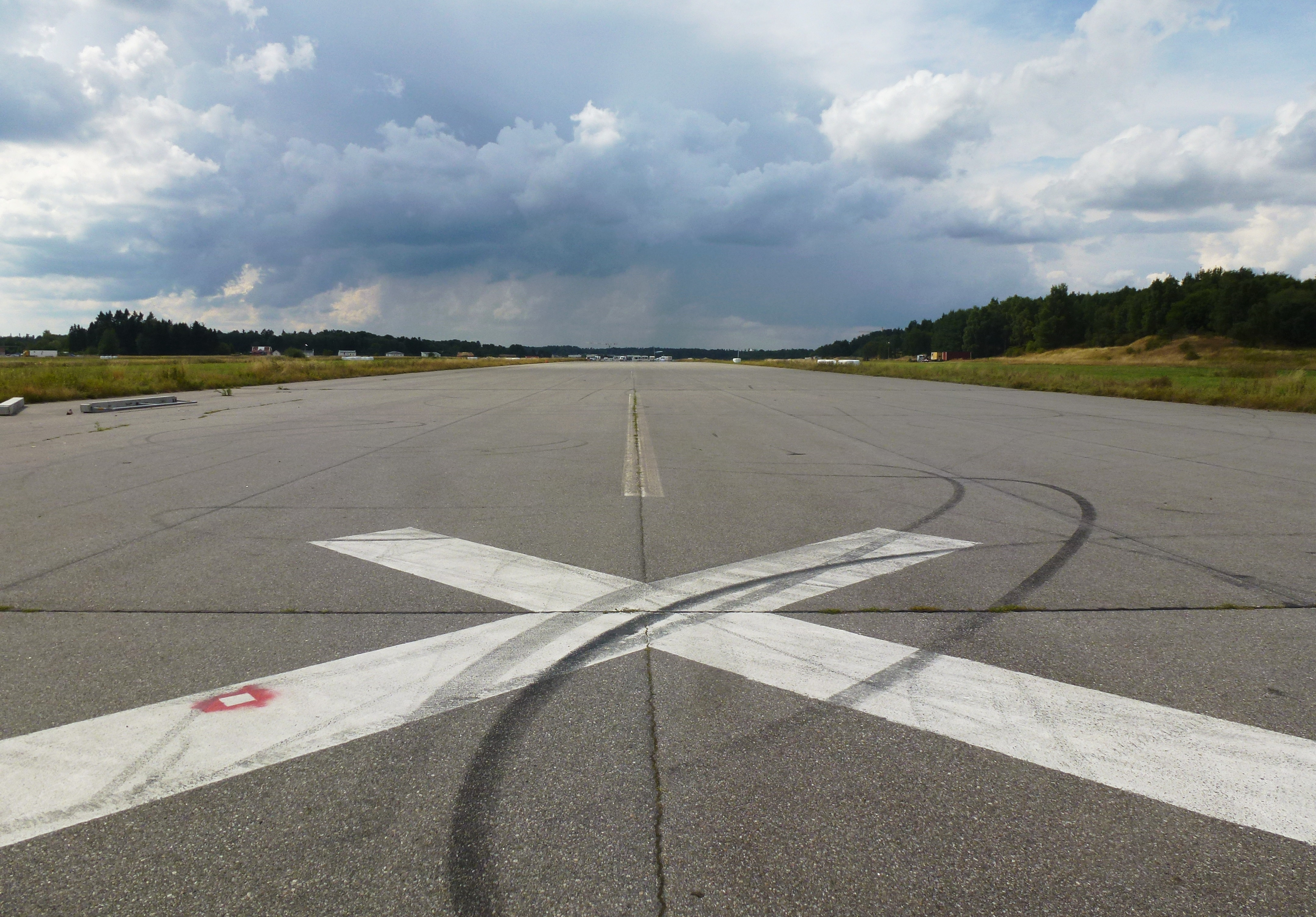
Start/landningsbanan mot väst, augusti 2013
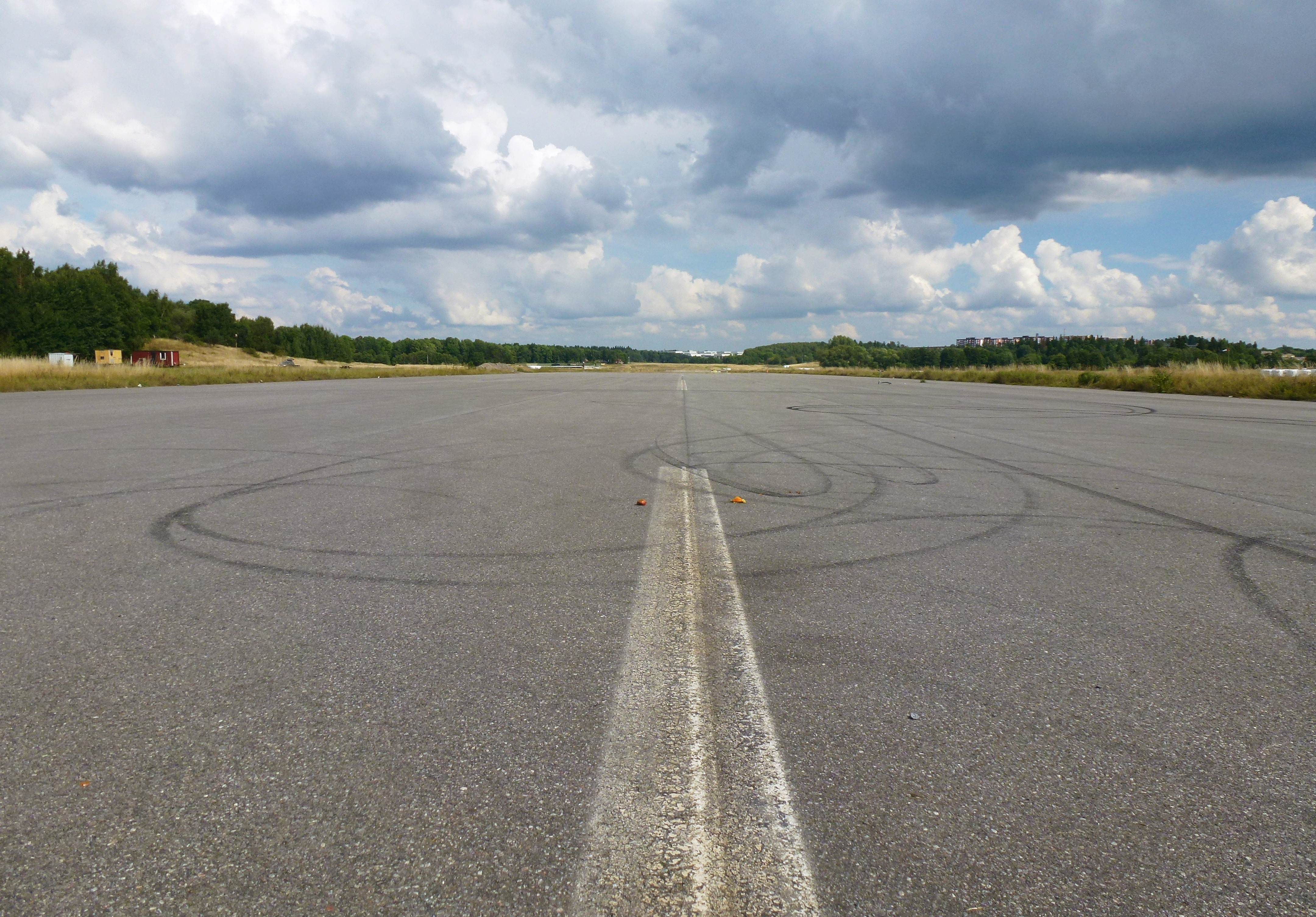
Start/landningsbanan mot öst, augusti 2013
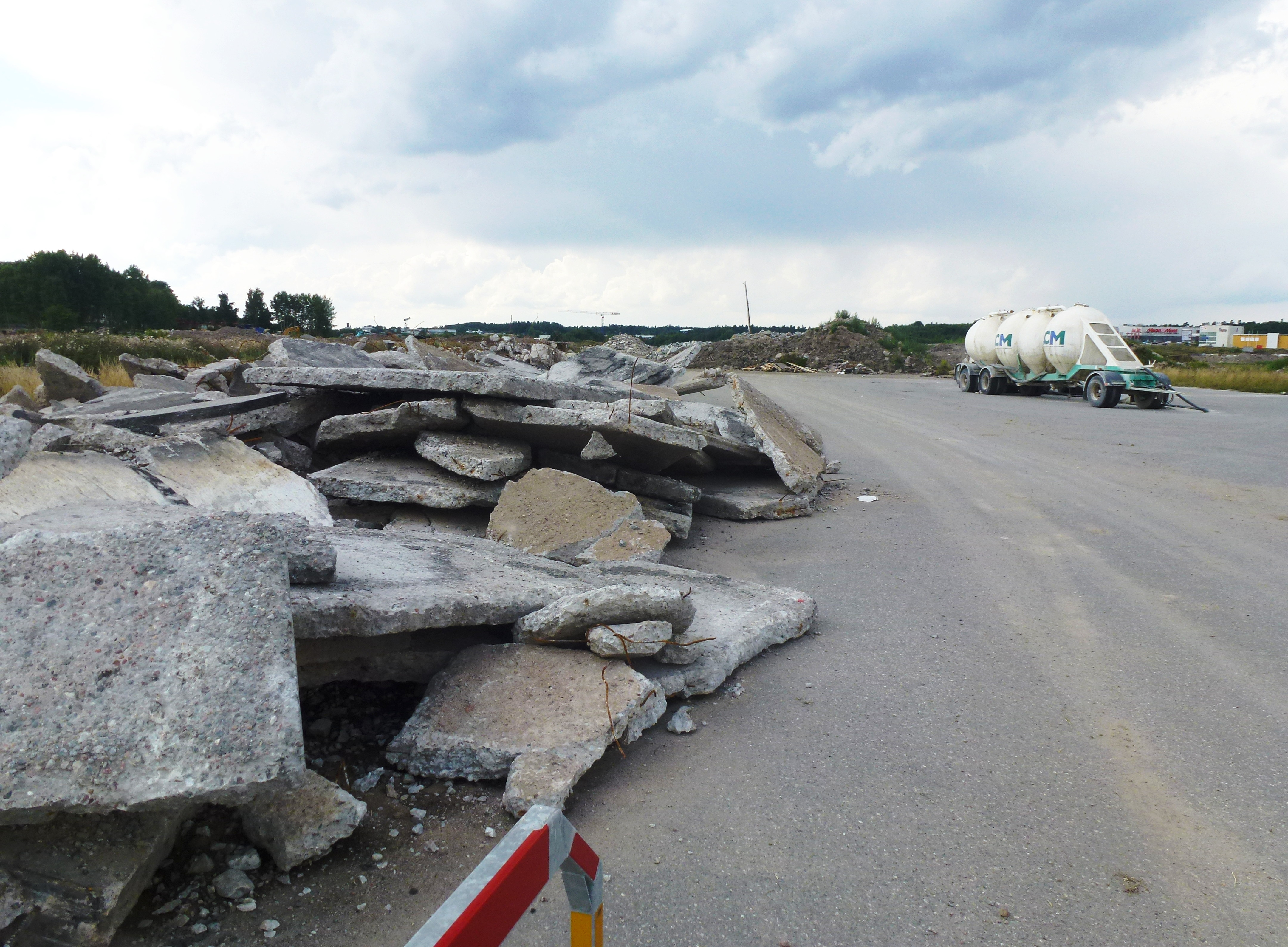
Rivning av start/landningsbanan, augusti 2013
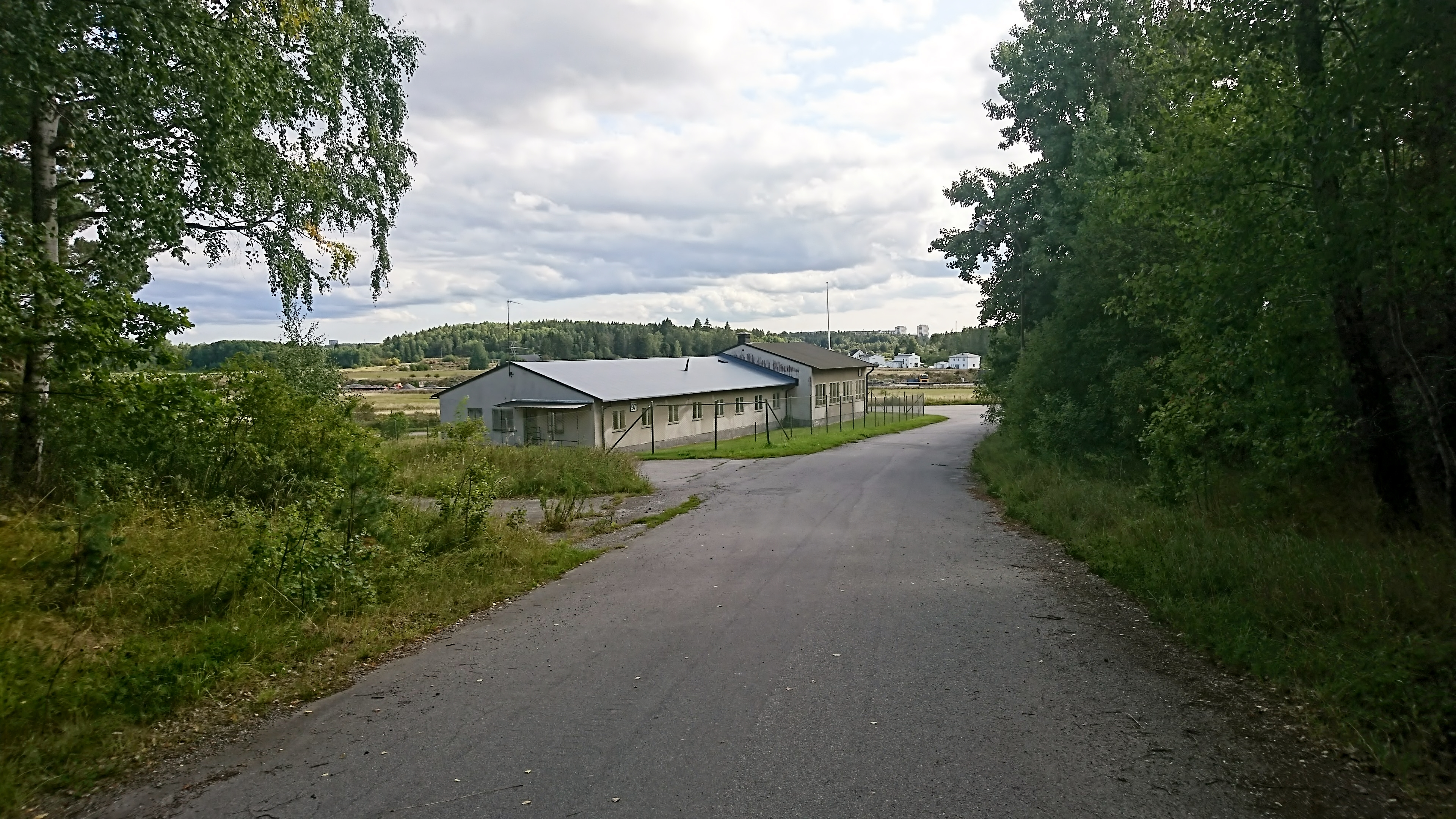
Väg fram till Byggnad 97, augusti 2017
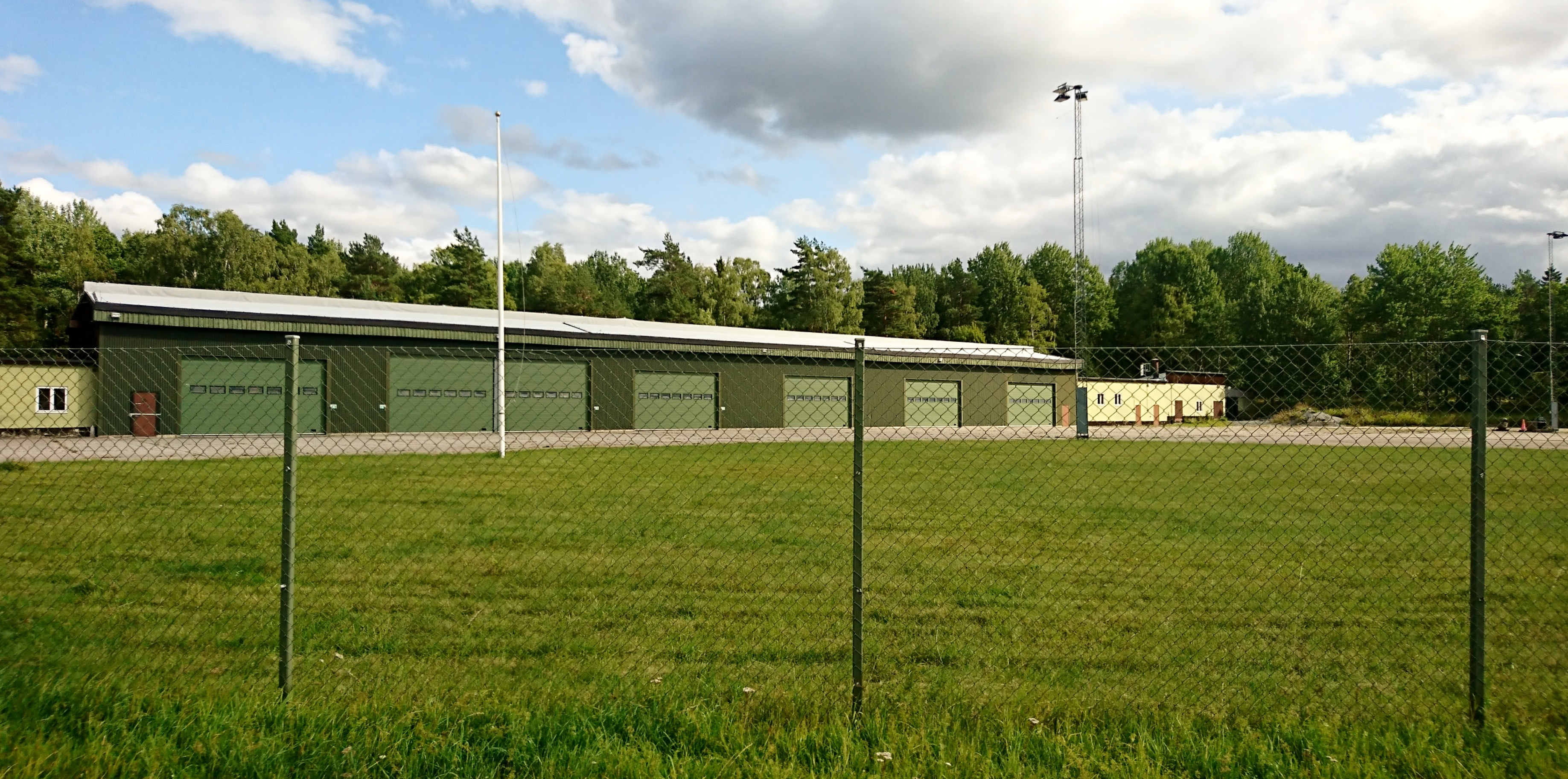
Byggnad 84, flyghangar samt divisionsbyggnad, augusti 2017
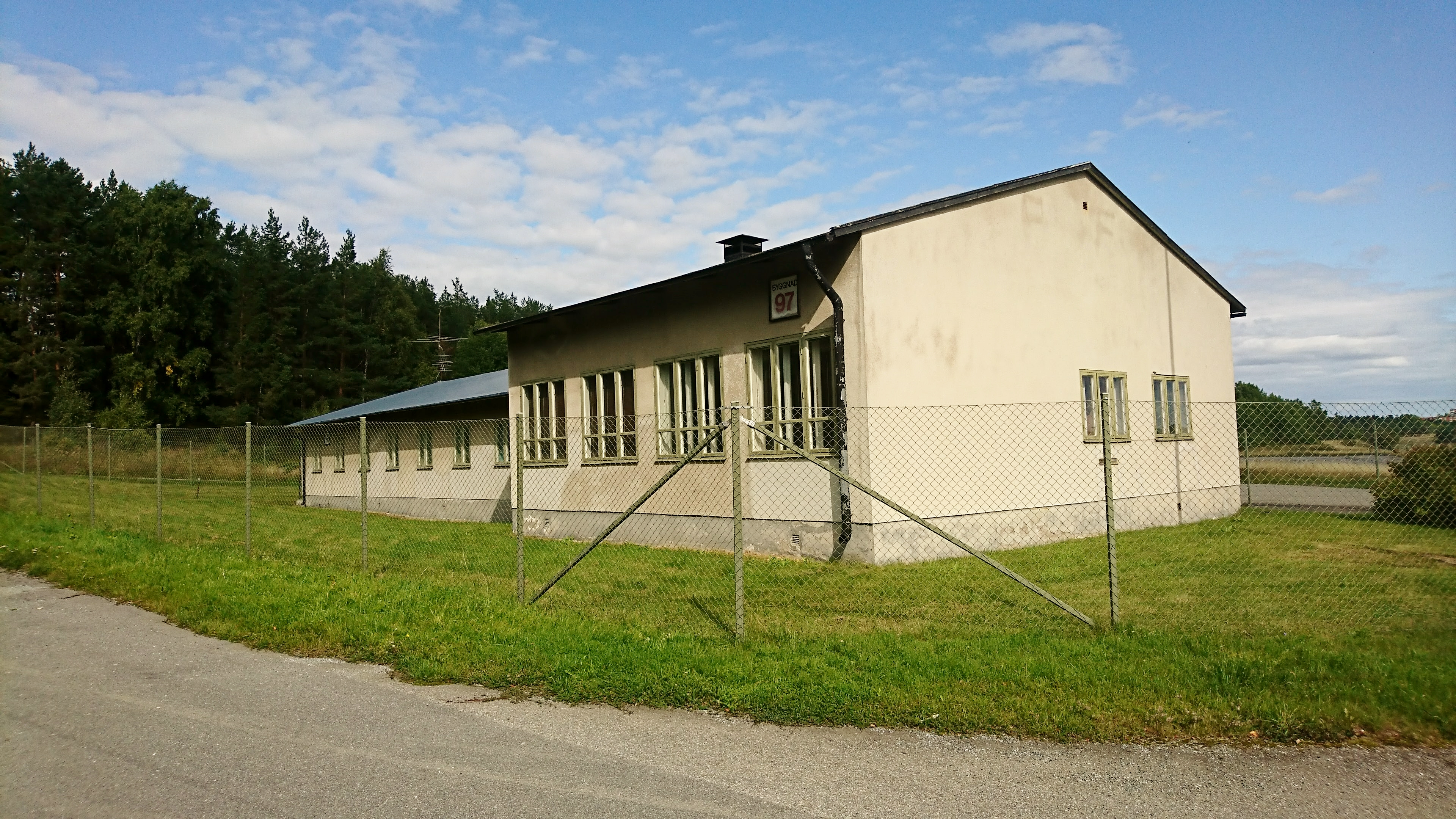
Byggnad 97, augusti 2017